# Zahlung
Unter Zahlung (englisch payment, französisch payement) versteht man in der Wirtschaft die Übereignung von Geld vom zahlungspflichtigen Schuldner an den Zahlungsempfänger (Gläubiger). 
Die Zahlung ist eine der wichtigsten wirtschaftlichen Transaktionen, die stets mit Geld zusammenhängen. Als Geld gilt im Zahlungssinne Bargeld, Buchgeld oder Geldsurrogate. 

## Rechtsfragen
Geldzahlungsschulden im Sinne von Bargeldschulden sind Gattungsschulden besonderer Art. Meist – aber nicht immer – erfolgt eine Zahlung zwecks Erfüllung einer Geldschuld. Aber auch die Schenkung von Bargeld ist eine Zahlung, ohne dass eine Geldschuld zu erfüllen oder eine Gegenleistung zu erwarten ist. Der Gläubiger einer Geldschuld kann nach § 241 Abs. 1 BGB vom Schuldner eine Leistung verlangen, die der Schuldner durch Handeln in Form einer Geldzahlung erbringen kann. Nach § 243 Abs. 2 BGB wird ein Schuldner von seiner Geldschuld befreit, sobald er das seinerseits Erforderliche zur Zahlung unternommen hat. Dazu muss er nach § 270 Abs. 1 BGB im Rahmen der Leistungsgefahr dafür sorgen, dass das Geld am Wohnsitz oder Geschäftssitz des Gläubigers diesem zur Verfügung steht.
Bei Bargeldzahlung gibt es lediglich für Banknoten eine unbeschränkte Annahmepflicht durch den Gläubiger; für Euromünzen dagegen ist nach Art. 11 Satz 3 der EG-Verordnung 974/98 „mit Ausnahme der ausgebenden Behörde (…) niemand verpflichtet, mehr als fünfzig Münzen bei einer einzelnen Zahlung anzunehmen“. Eine Zahlung durch Buchgeld oder Geldsurrogate nimmt der Gläubiger an, sobald er der Gutschrift auf seinem Bankkonto zustimmt oder durch Kontohinweis auf seinem Briefkopf des Geschäftsbriefs oder seiner Rechnung die Zustimmung zum Ausdruck bringt.

## Zahlungsdiensterecht
Das in allen EU-Mitgliedstaaten geltende Zahlungsdiensterecht verpflichtet Kreditinstitute („Zahlungsdienstleister“) nach § 675f Abs. 1 BGB bei einem Einzelzahlungsvertrag, vom Zahlungspflichtigen einen Zahlungsvorgang an den Zahlungsempfänger auszuführen. Nach § 675f Abs. 3 BGB handelt es sich beim Zahlungsvorgang um jede Bereitstellung, Übermittlung oder Abhebung eines Geldbetrags, unabhängig von der zugrunde liegenden Rechtsbeziehung zwischen Zahler und Zahlungsempfänger. Als Zahlungsauftrag gilt jeder Auftrag, den ein Zahler seinem Zahlungsdienstleister zur Ausführung eines Zahlungsvorgangs entweder unmittelbar oder mittelbar über den Zahlungsempfänger erteilt. Der Zahlungsvorgang wird zwischen den beteiligten Kreditinstituten durch Verbuchung der Zahlung ausgelöst, der beim Zahlungspflichtigen eine Ausgabe durch Kontobelastung und beim Zahlungsempfänger eine entsprechende Einnahme durch Gutschrift zur Folge hat. Zahlungspflichtiger und Zahlungsempfänger werden bei der Zahlung durch einen Zahlungsstrom verbunden.

## Kaufvertrag
Der Kaufvertrag als bedeutendstem Vertrag des Alltags sieht in § 433 Abs. 2 BGB die Zahlungspflicht des Käufers als dessen typische Vertragspflicht an. Zahlenmüssen bedeutet für den Käufer, dass er dem Verkäufer so viel Geld verschaffen muss, wie dem Kaufpreis entspricht. Dabei hat die Zahlung Zug um Zug gegen Übereignung des Kaufgegenstandes zu erfolgen (§ 320 Abs. 1 BGB). Dieses Synallagma gestattet dem Käufer bei mangelhafter Ware, deren Annahme abzulehnen (ohne in Annahmeverzug zu geraten) und die Zahlung des Kaufpreises zu verweigern.

## Zahlungspflicht
Eine Zahlungspflicht durch den Schuldner entsteht erst bei Fälligkeit. Die Zahlungspflicht des Schuldners ergibt sich aus dem zugrunde liegenden Schuldverhältnis und wird nicht dadurch aufgehoben, dass er nicht zahlen kann, denn ein Geldschuldner unterliegt einer unbeschränkten Vermögenshaftung („Geld hat man zu haben“). Nach § 286 Abs. 4 BGB hat der Schuldner seinen Schuldnerverzug zu vertreten, was nach diesem Grundsatz bei Geldschulden vermutet wird. Lehnt der Gläubiger die Entgegennahme der Zahlung unberechtigt ab, wird der Schuldner trotzdem nach § 300 Abs. 2 BGB von seiner Zahlungspflicht befreit. Durch Übereignung des Geldes nach § 929 Satz 1 BGB tritt bei einer Geldzahlungsschuld gemäß § 362 Abs. 1 BGB Erfüllung ein, das Schuldverhältnis erlischt. Auf Fremdwährung lautende Geldschulden können im Regelfall nach § 244 Abs. 1 BGB in Euro beglichen werden.

## Geschichte
Das römische Recht bezeichnete mit dem Wort „Schuldenauflösung“ (lateinisch solutio) die Beendigung eines Schuldverhältnisses durch Tilgung (lateinisch liberatio). Das Schuldverhältnis endete durch die Zahlung der Geldschuld. Erst im Mittelalter entstand das althochdeutsche „zalōn“ und das mittelhochdeutsche „zaln“, die beide „rechnerisch ausführen, nach den Regeln der Zahlenkunst darlegen“ bedeuteten. Der Zahlungsbetrag wurde dabei durch ein Zählbrett ermittelt, so dass man diesen Vorgang zur Tilgung einer Schuld als Zahlung bezeichnete. 
Das „Grosses vollständiges Universal-Lexicon Aller Wissenschafften und Künste“ des Johann Heinrich Zedler aus dem Jahre 1749 befasst sich sehr ausführlich mit dem Zahlungsbegriff und definierte die Zahlung als „Wiedererstattung dessen, was man einem andern schuldig ist, und geschieht, wenn man seinen Gläubiger entweder mit Bargeld oder durch Abrechnung, Anweisung und dergleichen befriedigt“. Im Jahre 1794 verstand der Rechtswissenschaftler Christoph Christian von Dabelow unter einer Zahlung die Aufhebung einer Verbindlichkeit durch Geldleistung. Der Jurist Julius Albert Gruchot (1805–1879) wies bereits 1871 darauf hin, dass die Zahlung als Rechtsgeschäft anzusehen sei, weil sie aus zwei übereinstimmenden Willenserklärungen des Zahlungspflichtigen und Zahlungsempfängers bestehe.
Für den Betriebswirt Konrad Mellerowicz war 1952 die Zahlung „jede Hingabe von Geld“. Er unterschied im Hinblick auf den Zahlungszweck zwischen der Gegenleistung für eine Lieferung (Waren, Maschinen, Wertpapiere), Leistung (Miete, Arbeitsentgelte, Versicherungsprämien) und einseitigen öffentlichen Schuldverhältnissen (Steuern, Zölle, Sozialversicherung).
Gesetze verwenden heute die Begriffe Zahlung und Rückzahlung sehr häufig, bieten jedoch keine Legaldefinition an. So setzt beispielsweise der Eigentumsvorbehalt des § 449 Abs. 1 BGB voraus, dass sich der Verkäufer das Eigentum an der Ware bis zur Zahlung des Kaufpreises vorbehält. Die Zahlung ist Kernpunkt des Zahlungsdiensterechts, das in § 675f BGB vom Zahlungsvorgang spricht.

## Zahlungsarten
Gemessen am Gesamtumsatz des deutschen Einzelhandels kamen im Jahre 2015 als Zahlungsarten neben Barzahlung als häufigste Art (52,4 %) auch ec-cash (24 %), ec-Lastschriften (14,2 %), Kreditkarten (5,7 %), Überweisung (3,1 %), Kundenkarten (0,6 %), weniger auch GeldKarten, Guthabenkarten, Schecks oder Nachnahme zum Einsatz. 